# Lucia Modugno
Lucia Modugno (Bari, 9 luglio 1932) è un'attrice, regista teatrale e scrittrice italiana.

## Biografia

### Attrice e regista
Attrice sia cinematografica che teatrale, attiva anche in televisione, ha debuttato nel cinema nel 1959 ne Il generale Della Rovere di Roberto Rossellini, film in cui interpreta il ruolo di una giovane partigiana.
È apparsa in film del cinema d'autore, come I mostri, regia di Dino Risi. Ha recitato per Ettore Scola, Alessandro Blasetti, Mario Bava, Jean Delannoy, Martin Ritt, Norman Warren, Sergio Corbucci e molti altri, interpretando anche film di genere (b-movie, peplum, spaghetti western e cinema horror).
Non manca la sua presenza in alcuni sceneggiati storici per la televisione come Anna Karenina, Madame Bovary e Il segno del comando.
In teatro ha recitato accanto ad attori come Emma Gramatica, Aldo Fabrizi, Macario, Andrea Giordana ed Erika Blanc.
Come regista teatrale, in trent'anni di ininterrotta attività con la sua compagnia (fondata nel 1980), ha curato diversi spettacoli, fra i quali Paradiso di Alberto Moravia, Retrò di Alexander Galin, Chi ti ha detto che eri nudo? di Pier Benedetto Bertoli, Display e La commedia dell’Usignolo di Enrico Bernard, Più Forte di Loro di Bernard Shaw, La Presidentessa di Maurice Hennequin e molti testi di Georges Feydeau, a cominciare da La Dame di Chez-Maxim (2003); diversi titoli rappresentati (come La Presidentessa) sono stati trasposti in musical dalla stessa Modugno che, tra l'altro, ha firmato come autrice anche numerosi spettacoli.
Tra le ultime commedie da lei dirette e interpretate, messe in scena con la sua Compagnia Teatrale (in attività dal 1981 al 2010), si annoverano Cose turche, di Samy Fayad (2009) e L’Occhio di Eros di L. Modugno (tratto da Niente Sesso siamo Inglesi).
Dal 2009 al 2022 ha preso parte, in piccoli cameo, a film e serie tv di registi come Gabriele Muccino, Pupi Avati, Francesco Vicario e altri.
Nel 2022 viene scritturata nel cast principale di Home Sweet Rome, la nuova serie di Michael Poryes, creatore di Hannah Montana e That's So Raven.

### Scrittrice
Come scrittrice ha pubblicato cinque libri; due sul mondo dello spettacolo, due romanzi ed un saggio romanzo:
- “Vengo a prendere il «caffè» da te”, Morlacchi Editore, 2005;
- “Dietro le quinte. Dallo schermo al palcoscenico. Confidenze (in)confessabili”, Gruppo Albatros - Il Filo, 2009 - Premio Profumo d’Autrice 2022;
- “Affollatissima Solitudine” (romanzo), Gremese Editore, 2015 - Premio Profumo d’Autrice Pegasus/Cattolica 2020
- “Sonata a quattro mani” (romanzo), Armando Curcio Editore, 2018 - Premio della Critica Milano International 2019 – Premio alla Carriera Switzerlend Literary Prize, I° edizione 2021;
- “Pirandello, questo mio sconosciuto - Antonietta Pirandello nata Portolano”, Edizioni All Around, 2023.

## Filmografia

### Cinema
- Il generale Della Rovere, regia Roberto Rossellini (1959)
- Urlatori alla sbarra, regia di Lucio Fulci (1960)
- Io amo, tu ami…, regia Alessandro Blasetti (1961)
- L'urlo dei bolidi, regia di Leo Guerrasi (1961)
- Barabba, regia di Richard Fleischer (1961)
- Ursus nella valle dei leoni, regia di Carlo Ludovico Bragaglia (1962)
- I magnifici tre, regia di Giorgio Simonelli (1962)
- Le avventure di un giovane, regia di Martin Ritt (1962)
- La ragazza che sapeva troppo, regia di Mario Bava (1963)
- Gli imbroglioni (episodio Suore), regia di Lucio Fulci (1963)
- I mostri (episodio La nobile arte), regia di Dino Risi (1963)
- Se permettete parliamo di donne, regia di Ettore Scola (1964)
- I marziani hanno 12 mani, regia di Castellano e Pipolo (1964)
- L'amore primitivo, regia di Luigi Scattini (1964)
- A.D3 operazione squalo bianco, regia di Stanley Lewis (pseudonimo di Filippo Walter Ratti) (1965)
- L'amante italiana (Les Sultans), regia di Jean Delannoy (1966)
- Per qualche dollaro in meno, regia di Mario Mattoli (1966)
- Da Istanbul ordine di uccidere, regia di Alex Butler (1966)
- Navajo Joe, regia di Sergio Corbucci (1966)
- È mezzanotte... butta giù il cadavere, regia di Guido Zurli (1966)
- LSD - Inferno per pochi dollari, regia di Mike Middleton (1967)
- Per amore... per magia..., regia di Duccio Tessari (1967)
- Due once di piombo (Il mio nome è Pecos), regia di Maurizio Lucidi (1966)
- Her Private Hell, regia di Norman J. Warren (1968)
- Diabolik, regia di Mario Bava (1968)
- Isabella duchessa dei diavoli, regia di Bruno Corbucci (1969)
- Le notti peccaminose di Pietro l'Aretino, regia di Manlio Scarpelli (1972)
- Pasqualino Cammarata... capitano di fregata, regia di Mario Amendola (1973)
- Novelle licenziose di vergini vogliose, regia di Michael Wotruba (1973)
- La strategia degli affetti, regia di Dodo Fiori (2009)
- Gli amici del bar Margherita, regia di Pupi Avati (2009)
- Che bella giornata, regia di Gennaro Nunziante (2011)
- Se sei così, ti dico sì, regia di Eugenio Cappuccio (2011)
- Lasciati andare, regia di Francesco Amato (2017)
- Il fulgore di Dony, regia di Pupi Avati (2017)
- Gli anni più belli, regia di Gabriele Muccino (2020)

### Televisione
- Il romanzo di un maestro (sceneggiato televisivo) regia Mario Landi (1959)
- Come un uragano (sceneggiato televisivo) regia Silverio Blasi (1971)
- Il segno del comando (sceneggiato televisivo, episodio La prostituta) regia Daniele D'Anza (1971)
- Anna Karenina (sceneggiato televisivo), regia Sandro Bolchi (1974)
- Madame Bovary (sceneggiato televisivo), regia Daniele D’Anza (1978)
- Carabinieri (serie tv, un episodio, settima stagione) (2008)
- Il peccato e la vergogna (serie tv), regia Luigi Parisi (2010)
- SOS Befana (film tv), regia Francesco Vicario (2011)

## Teatro
- Il lupo mannaro, con Franca Dominici, Teatro delle Muse, Roma.
- Sei personaggi in cerca d’autore, a fianco di Emma Gramatica, Teatro delle Arti, Roma.
- Processo a porte chiuse, di E. Pezzani, Teatro Piccolo Eliseo, Roma.
- Gli atominidi, di L. Candoni e M. Moretti, Teatro Flaiano, Roma.
- La ballata dello stivale, di Antonio Racioppi, Teatro Arlecchino, Roma.
- I Menecmi, di Plauto.
- Le donne a Parlamento, di Aristofane, Teatro Arlecchino, Roma.
- La Farinella, di G. C. Croce, con Andrea Giordana ed Erika Blanc, Teatro Arlecchino, Roma (1976)
- Vita d’ufficio, di A. M. Tucci, Teatro dei Satiri, Roma.
- Molier amore mio, di A. M. Tucci, regia di Ruggero Jacobbi, Teatro dei Satiri, Roma.
- La lunga guerra del Sergente Smith, Milano.
- Finestre sul Po, con Macario Teatro Alfieri, Torino.
- Spirito allegro, di Noel Coward, Teatro Anfitrione, Roma.
- La palla al piede, di G. Feydeau, Teatro Anfitrione, Roma.
- Serata con D’Annunzio, di G.F. Carcano, Teatro Vittoriale, Gardone Riviera.
- I cavalli di Magdeburgo, al Vittoriale sul Garda in commemorazione di D’Annunzio.
- Il Prometeo, regia di Alberto Gagnarli, 1978, Teatro La Comunità, Roma.
- Dal diario materno, di Alberto Bevilacqua, regia di Dino Lombardo, monologo (1980)
- La casa di Bernarda Alba, di F. García Lorca, regia di G.C. Sepe, Teatro Eliseo, Roma (1981)
- Così è se vi pare, di L. Pirandello, regia di G.C. Sepe, Teatro Quirino, Roma (1983)
- Sei personaggi in cerca d’autore, di L. Pirandello, Rassegna teatrale di Agrigento.
- La commedia del Decamerone.
- Nuda no, mettiti gli occhiali, con Aldo Fabrizi, Teatro Parioli, Roma.
- Il più felice dei tre, di Labiche, con C. Hintermann, Teatro Belli, Roma.
- La Presidentessa, di Hennequin.

## La compagnia teatrale di Lucia Modugno
Nel 1980 Lucia Modugno fonda la sua Compagnia teatrale (riconosciuta e sovvenzionata dal Ministero del Turismo e Spettacolo dal 1981 al 1991) il cui ultimo lavoro, L’occhio di Eros, è andato in scena nel maggio 2010 al teatro Anfitrione di Roma. Con la sua Compagnia, in trent’anni ininterrotti di lavoro mette in scena la programmazione di seguito elencata, interpretando, dirigendo e - in molti casi - scrivendo i testi o curandone gli adattamenti.
Stagione teatrale 1981/82
- Eternamente tua di Lucia Modugno, commedia brillante in due tempi, regia Mario Landi. Teatro "La Comunità" (dicembre 1981 - gennaio 1982)
- Agrodolce con pepe prima versione, Teatro la Ringhiera, regia di Lucia Modugno (aprile 1982)

Stagione 1982/83
- Agrodolce con pepe n. 2 di Lucia Modugno, regia Giovanni De Nava, Milano Centro Culturale Palazzi, Palermo Centro Culturale Pitré, Catania Centro Culturale C.I.A.C., Roma Spazio Teatro il Loggione.

Stagione 1983/84
- Agrodolce con pepe n. 3 regia di Francesco Tarsi, Teatro Belli Roma, Bari Teatro Abeliano, Messina Teatro R. Valli, Bari provincia.

Stagione 1984/85
- Salto in basso di Gennaro Aceto, regia Massimo Milazzo, con Silvano Tranquilli, Nino Fuscagni, Lucia Modugno, R. Moncada. - Teatro dei Satiri, Rassegna del Teatro di Roma.
- Paprika in Agrodolce di Lucia Modugno, regia dell'autrice, Roma sala A.N.I.C.A. Circolo Ufficiali.

Stagione 1985/86
- Brivido sul Trans Europe Express, thriller comico - satirico in due tempi di Lucia Modugno, regia dell'autrice, Teatro La Scaletta - Roma.
- Il Personaggio combattente di Jean Vauthier, regia Giovanni De Nava, Teatro Litta - Milano.

Stagione 1986/87
- Agosto moglie mia non ti conosco di Achille Campanile, regia Duccio Camerini, Teatro Agorà Roma, con M. Di Carmine, G. Cimino, D. Camerini, D. Breccia, C. Villari.
- Psdeudolus di T. M. Plauto, regia di Michele Palazzetti, Teatro la Scaletta - Roma.
- Brivido sul Trans Europe Express, di Lucia Moduno, Latina Teatro Nuovo, Viterbo Teatro Unione e Puglia (provincia).

Stagione 1987/88
- Dure o morbide? di Duccio Camerini, regia dell'autore, Teatro Argò Roma, commedia brillante con Elena Paris, Gianni Pontillo, Duccio Camerini.
- È vero ma non ci credo di Lucia Modugno, regia dell'autrice - Lazio, Marche.
- Storie di straordinaria follia di Lucia Modugno, regia di G. De Nava - provincia Lazio.

Stagione 1988/89
- C'eravamo tanto amati di G. Basile e O. Fusco, regia G. Basile, Puglia (provincia), Teatro S. Timoteo, Casal Palocco (RM)
- Miliardi di Fantasia di Antonio Racioppi, regia dell'autore, commedia in due atti, Teatro la Scaletta Roma, (novembre 1988)
- Poesia mia poesia per piccina... di Lucia Modugno - Lazio, Marche.

Stagione 1989/90
- Shakespeare in concerto Sicilia, (novembre - dicembre 1989)
- Garofano pomposo dolce amore da Giovanni Verga, Sicilia.
- Poesia mia poesia per piccina... n. 2 di Lucia Modugno, Lazio, Marche.
- Più forte di loro di G. Bernard Shaw, regia di Lucia Modugno.
- Paradiso di Alberto Moravia, regia Lucia Modugno, Teatro dell’Orologio, Roma; Argot Studio, Roma.

Stagione 1990/91
- Senza posto, Cipputi mio non ti conosco... di Mimì Allescia, regia di Lucia Modugno.
- Miliardi di Fantasia di Antonio Racioppi, regia dell'autore.
- Poesia mia poesia per piccina... di Lucia Modugno, regia dell'autrice.
- Storie di straordinaria follia di Lucia Modugno, regia di G. de Nava.

Stagione 1991/92
- A che servono questi vicini di Françoise Dorin, regia di Lucia Modugno, Teatro Anfitrione - Roma
- Retrò di Alexander Galin, regia di Lucia Modugno, Teatro Anfitrione - Roma.
- La madre dei fessi è sempre incinta di Antonio Racioppi, regia dell'autore, Teatro La Scaletta - Roma

Stagione 1992/93
- Display (Segnale) di Enrico Bernard, regia di Lucia Modugno, Teatro Tordinona - Roma.
- Chi ti ha detto che eri nudo? di Pier Benedetto Bertoli, regia di Lucia Modugno, Teatro Anfitrione - Roma.
- Condominio all'italiana di Antonio Racioppi, Regia dell'autore, Teatro La Scaletta - Roma.

Stagione 1993/94
- È arrivato il proprietario delle stelle di Antonio Racioppi, regia dell'autore, Teatro Anfitrione - Roma.
- La commedia dell'Usignolo di Enrico Bernard, regia di Lucia Modugno, Teatro Centrale - Roma.

Stagione 1994/95
- Lo chef consiglia... Cavoli a merenda testo e regia di Lucia Modugno, Teatro Agorà - Roma.

Stagione 1995/96
- Lo chef consiglia... Cavoli a merenda versione «musical», regia di Lucia Modugno, Teatro delle Muse - Roma.

Stagione 1996/97
- E poi qualcuno ci ride su! dal romanzo di Aldo Petrassi, riduzione teatrale di Lucia Modugno, regia di Lucia Modugno, Teatro Flaiano - Roma

Stagione 1997/98
- Io Théophile Gautier di Théophile Gautier, regia ed interpretazione di Giovanni De Nava, Teatro Politecnico.
- Quella sera al Café Chantant musical di Lucia Modugno, regia dell'autrice, Teatro delle Muse - Roma.

Stagione 1998/99
- Quella sera al Café Chantant, musical di Lucia Modugno, regia dell'autrice, Teatro Anfitrione - Roma.

Stagione 1999/2000
- Sussulti e strida sull'Orient-Express musical di Lucia Modugno, regia dell'autrice, Teatro Anfitrione - Roma.

Stagione 2000/2001
- Quei sette peccati capitali musical di Lucia Modugno, regia dell'autrice, Teatro dei Satiri - Roma.

Stagione 2001/2002
- Quei sette peccati capitali musical di Lucia Modugno, regia dell'autrice, Teatro Santa Francesca Romana - Roma.

Stagione 2002/2003
- La dame de Chez Maxim di G. Feydeau, adattamento e regia di Lucia Modugno, Teatro In Portico - Roma.

Stagione 2003/2004
- Quel tallone d'Achille di Lucia Modugno, regia dell'autrice, Teatro In Portico - Roma.

Stagione 2004/2005
- Quel tallone d'Achille Versione Musical di Lucia Modugno, regia dell'autrice, Teatro In Portico - Roma.

Stagione 2005/2006
- Occupati di Amelia di G. Feydeau, adattamento e regia di Lucia Modugno, Teatro Colosseo - Roma.

Stagione 2006/2007
- La pulce nell'orecchio di G. Feydeau, adattamento e regia di Lucia Modugno, Teatro Anfitrione - Roma.

Stagione 2007/2008
- Il Tacchino di G. Feydeau, adattamento e regia di Lucia Modugno, Teatro Rossini "Renato Rascel" - Roma.

Stagione 2008/2009
- Cose turche di Samy Fayad. Supervisione artistica Giovanni De Nava. Regia: Luica Modugno. Teatro delle Muse - Roma.

Stagione 2009/2010
- L'occhio di Eros di Lucia Modugno. Supervisione artistica Giovanni De Nava. Regia: Luica Modugno. Teatro Anfitrione - Roma.